# Ciroyom (Cikelet)
Ciroyom is een bestuurslaag in het regentschap Garut van de provincie West-Java, Indonesië. Ciroyom telt 2134 inwoners (volkstelling 2010).